# 45-й окремий мотопіхотний батальйон (Україна)
45-й окремий мотопіхотний батальйон (45 ОМПБ, пп В0414) — підрозділ ЗСУ, створений як 5-й батальйон охорони Повітряних сил з мешканців Херсонської, Кіровоградської, Сумської, Полтавської та Харківської областей під час третьої хвилі мобілізації. Розформований в 2016 році.

## Створення
Батальйон створено на підставі наказу начальника Генерального штабу ЗСУ у серпні 2014 року на території військової частини А4104, на Чугуївському аеродромі. Формування та бойове злагодження тривали три тижні, після чого батальйон приступив до виконання прямих обов'язків з охорони аеродрому, змінивши при цьому частину 16-го БТО «Полтава». За чисельністю формування відповідало батальйону охорони і мало у своєму складі 3 роти охорони, ЗРАБ та інженерно-саперний взвод.
Попри численні рапорти військовослужбовців щодо відправки в зону Антитерористичної операції, прохання були задоволені лише частково, у зв'язку з неможливістю послаблення захисту стратегічно важливого аеродрому.
Батальйон переніс декілька переведень частини особового складу до інших підрозділів Сухопутних Сил, зокрема 92-ї, 72-ї, та 25-ї бригад.

## Переформатування
5-й батальйон охорони ніс сумлінну службу до 17 грудня 2014 року, після чого був переформований у 45-й окремий мотопіхотний батальйон з підпорядкуванням у повному складі спочатку 92-й ОМБр, пізніше перепідпорядкований 43-й ОАБр.
В 2016 році батальйон було розформовано, на його базі створений батальйон охорони 43 оабр.

## Втрати
- Тамбовцев Андрій Володимирович, солдат, стрілець, помер 16 травня 2015 року.
- Корнелюк Василь Іванович, солдат, 16 липня 2015 помер на посту[2]
- Тронько Руслан Миколайович, сержант, головний сержант взводу, помер 26 жовтня 2015 року